# Jerzy Sawa-Sawicki

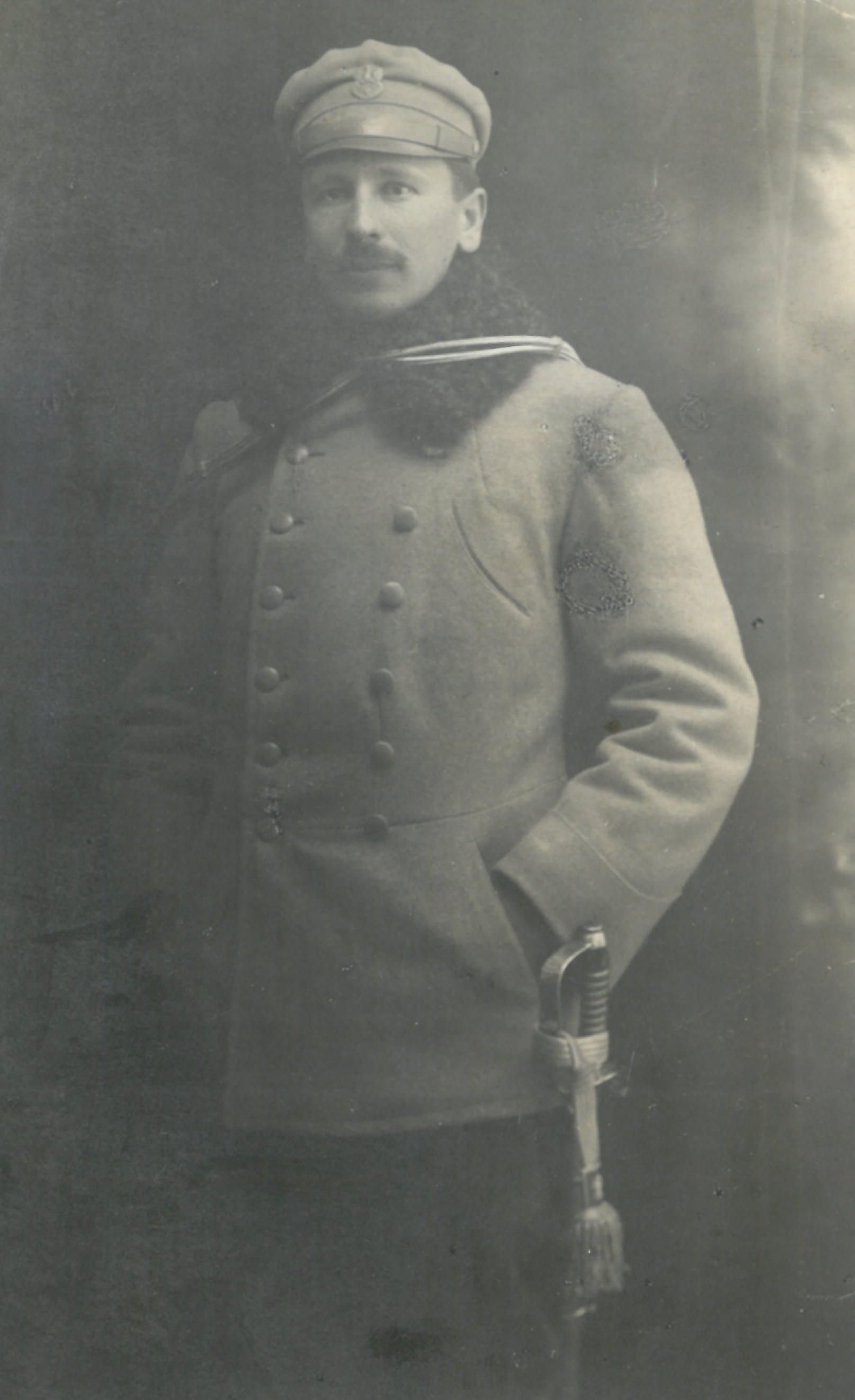
Jerzy Sawa-Sawicki

Jerzy Sawa-Sawicki (ur. 7 stycznia 1886 w Reginpolu, zm. 10 listopada 1922 w Łomży) – podpułkownik piechoty Wojska Polskiego, działacz socjalistyczny i niepodległościowy, kawaler Orderu Virtuti Militari..

## Życiorys
Urodził się 7 stycznia 1886 w Reginpolu, w powiecie orszańskim guberni mohylewskiej, w rodzinie Leona i Izabeli z Wankiewiczów. Studiował w Morskiej Szkole Inżynieryjnej w Kronsztadzie, a następnie na Politechnice Lwowskiej. 
W czasie studiów we Lwowie został członkiem PPS i jej Organizacji Bojowej. Brał udział wraz z Piłsudskim, Sławkiem, Prystorem, Arciszewskim i Gibalskim w akcji pod Bezdanami w 1908 roku. Następnie należał do Związku Walki Czynnej oraz Związku Strzeleckiego, gdzie ukończył kurs oficerski.
W momencie wybuchu I wojny światowej Sawicki znalazł się w organizowanych przez Piłsudskiego oddziałach. Został mianowany dowódcą I plutonu 2 kompanii III baonu. Już w pierwszych swych nominacjach oficerskich został mianowany podporucznikiem. Prawdopodobnie 2 listopada został mianowany dowódcą 1 kompanii V baonu, a 5 marca 1915 awansowany na porucznika. Uczestniczył w całym szlaku bojowym I Brygady, m.in.w czasie bitwy pod Łowczówkiem w grudniu 1914 został ranny.
W lipcu 1917, po kryzysie przysięgowym, został zwolniony z Legionów i internowany w Beniaminowie. Od 20 kwietnia 1918 roku służył w Polskiej Sile Zbrojnej. 6 sierpnia został awansowany do stopnia kapitana.
W listopadzie 1918 roku został przyjęty do Wojska Polskiego. 27 grudnia 1918 został przeniesiony z 1 pułku piechoty do 32 pułku piechoty, a wkrótce potem do 33 pułku piechoty, w którym najpierw dowodził baonem (awansując na majora), a od 18 maja 1920 roku objął jego dowództwo. W okresie od 20 czerwca 1920 roku przez miesiąc dowodził XV Brygadą Piechoty. 11 czerwca 1920 został zatwierdzony w stopniu podpułkownika z dniem 1 kwietnia 1920, w piechocie, w „grupie byłych Legionów Polskich”. Po zakończeniu wojny z bolszewikami zachował dowództwo pułku.
Zmarł na atak serca 10 listopada 1922 w swoim pułku w Łomży. Został pochowany na cmentarzu parafialnym rzymskokatolickim przy ul. Mikołaja Kopernika w Łomży.

## Ordery i odznaczenia
- Krzyż Srebrny Orderu Virtuti Militari nr 1806[5] – 26 marca 1921[6]
- Krzyż Niepodległości z Mieczami – pośmiertnie 19 grudnia 1930 „za pracę w dziele odzyskania niepodległości”[7]
- Krzyż Walecznych – 12 lipca 1921 „za męstwo i osobistą odwagę okazane w walce z nieprzyjacielem w obronie Ojczyzny”[8]